# Rás na mBan
La Rás na mBan est une course cycliste par étapes féminine, organisée en Irlande depuis 2006 dans le prolongement des compétitions à étapes John Hearn Memorial Women's (1986-1995) et The TQ Ladies International (1996-2005). 

## Palmarès
| Année                              | Vainqueur                              | Deuxième                               | Troisième                              |
| John Hearn Memorial Women's        |                                        |                                        |                                        |
| ---------------------------------- | -------------------------------------- | -------------------------------------- | -------------------------------------- |
| 1986                               | Marie O’Donoghue                       |                                        |                                        |
| 1987                               | Fiona Madden                           |                                        |                                        |
| 1988                               | Claire Moore                           |                                        |                                        |
| 1989                               | Patricia Anderson                      |                                        |                                        |
| 1990                               | Kim Staff                              |                                        |                                        |
| 1991                               | Pas de course                          | Pas de course                          | Pas de course                          |
| 1992                               | Claire Moore                           |                                        |                                        |
| 1993                               | Claire Moore                           |                                        |                                        |
| 1994                               | Marie Purvis                           |                                        |                                        |
| 1995                               | Helena Kinsella                        |                                        |                                        |
| The TQ Papers Ladies International |                                        |                                        |                                        |
| 1996                               | Angela Hunter                          | Sally Boyden                           | Anne Plant                             |
| 1997                               | Susan O’Mara                           | Ruth Ellway                            | Geraldine Gill                         |
| 1998                               | Claire Moore                           |                                        |                                        |
| 1999                               | Louise Jones                           | Emma Davies                            | Susan Carter                           |
| 2000                               | Julie Hooper                           | Sally Boyden                           | Melanie Sears                          |
| 2001                               | Esther van der Helm                    | Susan O’Mara                           | Vanessa Frith                          |
| 2002                               | Esther van der Helm                    | Stefanie Gronow                        | Louise Moriarty                        |
| 2003                               | Angela Hunter                          | Cheryl Fisher                          | Nina Davies                            |
| 2004                               | Louise Moriarty                        | Helen Gutteridge                       | Inge Klep                              |
| 2005                               | Elisabeth Braam                        | Maxime Groenewegen                     | Julie O'Hagan                          |
| Rás na mBan                        |                                        |                                        |                                        |
| 2006                               | Stephanie Gronow                       | Louise Moriarty                        | Anna Harkowska                         |
| 2007                               | Marit Huisman                          | Désirée Schuler                        | Annika Werheit                         |
| 2008                               | Louise Moriarty                        | Anne De Wildt                          | Jenny McCauley                         |
| 2009                               | Emma Trott                             | Anne De Wildt                          | Debby Van Den Berg                     |
| 2010                               | Olivia Dillon                          | Alli Holland                           | Natalie Creswick                       |
| 2011                               | Olivia Dillon                          | Melanie Späth                          | Linda Poelstra-Ringlever               |
| 2012                               | Kamilla Vallin                         | Lydia Boylan                           | Lowri Devey                            |
| 2013                               | Olivia Dillon                          | Melanie Späth                          | Christine Majerus                      |
| 2014                               | Tayler Wiles                           | Anne Ewing                             | Molly Weaver                           |
| 2015                               | Stephanie Pohl                         | Eileen Roe                             | Emma Norsgaard Jørgensen               |
| 2016                               | Rikke Lønne                            | Lydia Boylan                           | Marieke Kerkvliet                      |
| 2017                               | Elinor Barker                          | Alexandra Nessmar                      | Natalie Grinczer                       |
| 2018                               | Coralie Demay                          | Nicola Juniper                         | Rikke Lønne                            |
| 2019                               | Claire Steels                          | Josie Knight                           | Anna Shackley                          |
| 2020                               | Épreuve annulée pour cause de Covid-19 | Épreuve annulée pour cause de Covid-19 | Épreuve annulée pour cause de Covid-19 |
| 2021                               | Anna Shackley                          | Abi Smith                              | Loes Adegeest                          |
| 2022                               | Kate Richardson                        | Lieke van Zeelst                       | Becky Storrie                          |
| 2023                               | Manon de Boer                          | Renee van Hout                         | Tiffany Keep                           |
| 2024                               | Mia Griffin                            | Noor Dekker                            | Manon de Boer                          |

## Histoire
La Rás na mBan (traduction française littéralement Course féminine, prononcé «raws na mon») est la seule course internationale par étapes pour les femmes en Irlande, elle est dans la continuité de la plus vieille course à étapes féminines d'Irlande qui était organisée à Carrick-on-Suir sur trois jours entre 1986 et 1995 intitulé John Hearn Memorial Women's. L'année suivante, l'organisation Dublin Wheelers a pris le relais en organisant une course de trois étapes sur deux jours nommée The TQ Papers, le nom du sponsor. 
En 2006, lorsque Dublin Wheelers décida de ne plus la diriger, deux membres de la fédération du cyclisme féminin irlandais (Women's Commission of Cycling Ireland) et coureuses cyclistes Valerie Considine et Louise Moriarty décidèrent de s'investir sous l'égide de l'Usher Irish Road pour qu'il y ait toujours une course à étapes international dans le pays accessible aux irlandaises, dans l'objectif de relever le niveau des coureuses cyclistes du pays grâce à cet événement qui les oppose à des concurrentes de l'élite mondiale. Depuis 2016, des bénévoles de la région de Kilkenny dans le Leinster font perdurer l'histoire de cette compétition qui passa de trois à six étapes à la fin des années 2000. 

## Différents Lieux de l'épreuve
| Année     | Lieu                                 | Province |
| --------- | ------------------------------------ | -------- |
| 1986-1995 | Carrick-on-Suir - Comté de Tipperary | Munster  |
| 1996-2005 | Dublin et Comté de Meath             | Leinster |
| 2006-2007 | Dublin                               | Leinster |
| 2008-2011 | Sneem - Comté de Kerry               | Munster  |
| 2012-2015 | Comté de Clare                       | Munster  |
| 2016-     | Comté de Kilkenny                    | Leinster |

## Statistiques
Victoires d'étapes par pays
- depuis 1986 jusqu'en 2024 inclus ;

| Pays           | Nombre d'étapes |
| -------------- | --------------- |
| Royaume-Uni    | 57              |
| Irlande        | 55              |
| Pays-Bas       | 27              |
| États-Unis     | 5               |
| Danemark       | 4               |
| Allemagne      | 3               |
| France         | 2               |
| Norvège        | 2               |
| Afrique du Sud | 1               |
| Belgique       | 1               |
| Suède          | 1               |